# Saint-Memmie

Saint-Memmie este o comună în departamentul Marne, Franța. În 2009 avea o populație de 5,288 de locuitori.